# تفارق (علم النفس)
التفارق أو التفكك أو الانفكاك أو الانفصال هو أي مجموعة من مجموعات التجارب التي تُراوح بين الانفصال العاطفي المعتدل عن المحيط المباشر والانفصال الحاد عن التجارب الجسدية والعاطفية. تتجسد السمة الرئيسية لجميع الظواهر التفارقية في الانفصال عن الواقع وليس فقدان الصلة به كما هو الحال مع الذهان. 
يُستعرض التفارق عادةً ضمن متسلسلة. يُمكن اعتبار التفارق في حالاته المعتدلة بمثابة آلية تأقلمية أو دفاعية مُستخدمة للتحكم في التوتر أو تقليله أو تقبله، بما في ذلك الملل أو الصراع. يصف التفارق في الطرف غير المرضي من المتسلسلة بعض الأحداث الشائعة مثل أحلام اليقظة، بينما يصف على طول المتسلسلة الحالات المتغيرة وغير المرضية للوعي. 
يشتمل التفارق المرضي على مجموعة من الاضطرابات الانشقاقية مثل الشرود الانفصالي، واضطراب تبدد الشخصية (الاغتراب عن الواقع) الذي قد ينطوي على تغييرات في الهوية الشخصية أو الإحساس بالذات. قد تشتمل هذه التغييرات على الشعور بعدم واقعية الذات أو العالم (تبدد الشخصية والاغتراب عن الواقع)، أو فقدان الذاكرة (النساوة)، أو نسيان الهوية أو افتراض وجود ذات جديدة (شرود)، أو تيارات منفصلة من الوعي والهوية والذات (اضطراب الهوية الانفصالي، الذي عُرف سابقًا باسم اضطراب الشخصية المتعددة)، أو اضطراب الكرب التالي للصدمة المعقد. 
قد تتسبب الصدمة أحيانًا بحدوث الاضطرابات الانشقاقية، ولكنها قد تكون نتيجةً لتوتر أو مؤثرات نفسانية معينة وحسب، بالإضافة إلى إمكانية حدوثها دون وجود أي محفز محدد على الإطلاق. تصنف المراجعة العاشرة للتصنيف الدولي للأمراض اضطراب التحليل على أنه اضطراب انشقاقي. يصنف الدليل التشخيصي والإحصائي للاضطرابات النفسية جميع الاضطرابات الانشقاقية ضمن فئة واحدة، ويدرج التفارق بوصفه عرضًا من أعراض اضطراب الكرب الحاد واضطراب الكرب التالي للصدمة النفسية واضطراب الشخصية الحدي.  
قد تشتمل بعض الاختلالات الانشقاقية على فقدان في الذاكرة، على العكس من الأحداث الانشقاقية الأخرى. تُختبر الاضطرابات الانشقاقية عادةً على أنها تدخلات مباغتة ذاتية في أساليب المرء الاعتيادية في الاستجابة والأداء. تتسم الاضطرابات الانشقاقية بكونها مثيرة للقلق، ويعود السبب في ذلك إلى طبيعتها الفجائية والمبهمة.

## التشخيص
يُقاس التفارق في العينات المجتمعية عمومًا بواسطة مقياس التجارب الانشقاقية. يصنف الدليل التشخيصي والإحصائي للاضطرابات النفسية (الإصدار الرابع) بعض الأعراض مثل تبدد الشخصية والاغتراب عن الواقع وفقدان الذاكرة نفسي المنشأ على أنهم سمات أساسية للاضطرابات الانشقاقية. وفي المقابل، تنتشر التجارب الانشقاقية غير المهمة من الناحية السريرية إلى حد كبير بين السكان العاديين، إذ صرح 60-65% من الأشخاص المستجيبين عن اختبارهم لبعض التجارب الانشقاقية. تُعتبر المقابلة السريرية المنظمة للدليل التشخيصي والإحصائي للاضطرابات النفسية (الإصدار الرابع) بمثابة مقابلة منظمة مُستخدمة لتقييم وتشخيص التفارق.

## المسببات

### الصدمة
يوصف التفارق على أنه جزء من مجموعة الأعراض التي يعاني منها بعض ضحايا صدمات الطفولة بأنواعها المتعددة، بما في ذلك الاعتداء الجسدي والنفسي والجنسي. تدعم العديد من الدراسات هذه الفرضية، وتضيف بأن التفارق مرتبط باختبار الفرد لصدمات في السابق. 
يتسم التفارق بنوعيته العالية وحساسيته المنخفضة فيما يتعلق بالإبلاغ الذاتي السابق عن الصدمة، الأمر الذي يثبت انتشار التفارق بين الأشخاص المصابين بصدمات نفسية، لكن قد يعاني بعض الأشخاص من الصدمة دون أن تظهر عليهم أعراض التفارق. 
تبيّن أن التفارق عند البالغين يتسبب في اضطرابات في سلوكيات الأبوة والأمومة عند اقترانه بتجارب سابقة من الاعتداء في مرحلة الطفولة أو اضطراب الكرب التالي للصدمة النفسية المرتبط بالعنف بين الشخصي، وقد تشتمل الاضطرابات في سلوكيات الأبوة والأمومة على تعريض الأطفال لوسائل الإعلام العنيفة. قد تساهم هذه السلوكيات في خلق حلقات من العنف والصدمات الأسرية. 